# Jacques Buus
Jacques Buus també conegut com a Jakob Buus i Jachet de Buus (vers el 1500 – agost de 1565) fou un compositor i organista francoflamenc del Renaixement.
El 1541 fou elegit organista de la basílica de Sant Marc a Venècia, entre nombrosos competidors de gran vàlua, ocupant aquesta càrrec fins al 550, en què passà a Viena com a mestre de capella de Ferran I. La personalitat d'aquest artista, té especial importància en la història de la Música. Durant la primera meitat del segle XVI la música instrumental consistia principalment en arranjaments o adaptacions d'obres vocals, sistema contra el que reaccionà Buus donant a les seves composicions per a orgue un caràcter marcada-ment instrumental.
Els Ricercari d'aquest autor, citats amb elogi per Cerone en El Melopeo (1613), eren afortunats intents de perfecció artística, que, en anar més tard evolucionant, donaren origen a formes gradualment superiors, com la canzona, la fantasia i, per acabar, la sonata. Entre les obres que es conserven d'aquest músic, cal citar dos quaderns de Canzoni francesi a sei e cinquè voci, editats a Venècia el 1543 i 1550; un altre llibre de Moteti a quatro voci (1549), alguns motets a 6 veus que inclou la col·lecció Thesauri Musici, de Nuremberg (1564), i d'altres que guarda la Biblioteca pública de Múnic.